# كاج أندرسن
كاج أندرسن (بالدنماركية: Kaj Andersen)‏ هو لاعب كرة قدم دنماركي، ولد في 14 يونيو 1932، وتوفي في 19 يناير 1995. شارك مع منتخب الدنمارك لكرة القدم. أما مع النوادي، فقد لعب مع نادي أودنسه.

## وصلات خارجية
- كاج أندرسن على موقع قاعدة بيانات كرة القدم.إي يو (الإنجليزية)
- كاج أندرسن على موقع ناشيونال فوتبول تيمز (الإنجليزية)